# Werk Plätzwiese

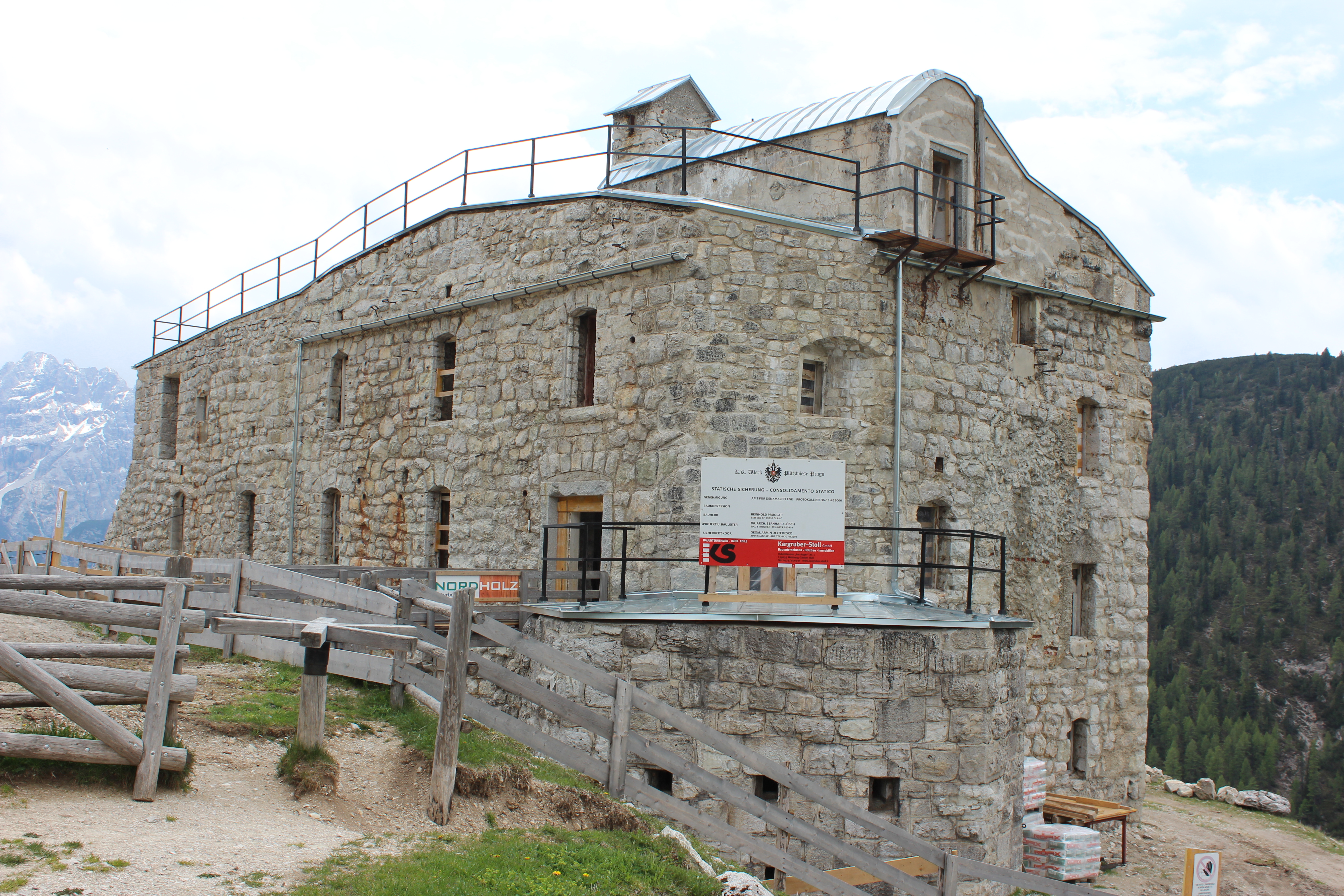
Werk Plätzwiese

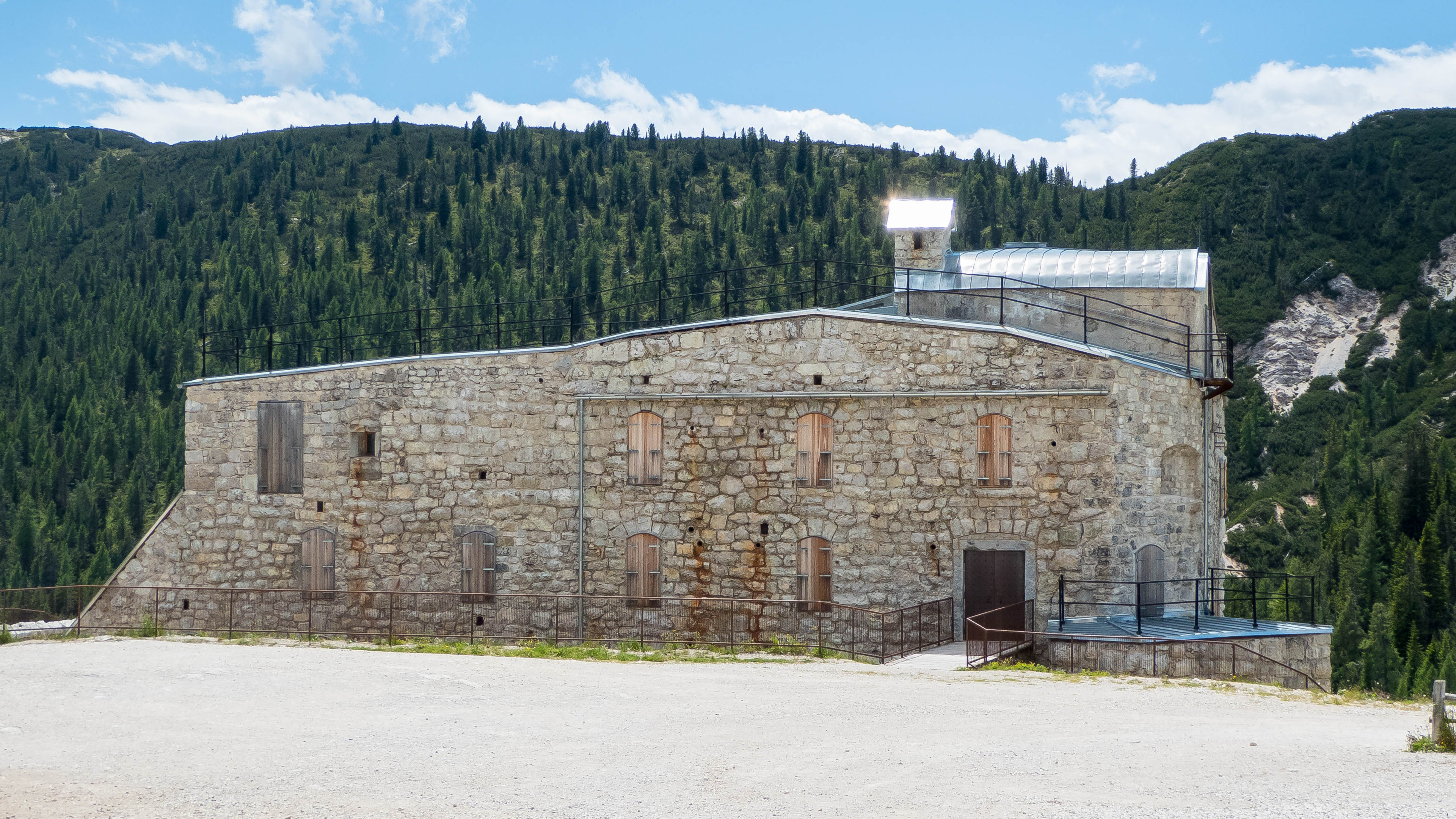
Werk Plätzwiese, Kehlseite (Sommer 2018)

Das sogenannte Sperrwerk Plätzwiese (in der k.u.k. österreich-ungarischen Militärverwaltung war an der Grenze zu Italien mit zwei Ausnahmen statt „Fort“ die Bezeichnung „Sperre“ oder „Werk“ gebräuchlich) befindet sich auf 2040 m Höhe auf dem Hochplateau Plätzwiese nahe der Dürrensteinhütte. Es liegt genau auf der Grenze der Südtiroler Gemeinden Toblach und Prags. Aufgabe des Werks war zusammen mit dem Werk Landro die Sicherung des Höhlensteintals/Stollatals und somit des Zugangs zum Pustertal, insbesondere da die Ortschaft und der Kessel von Cortina d’Ampezzo im Mai 1915 von den Österreichern aufgegeben worden waren und zunächst nur der Monte Piano den Durchbruch verhinderte. Es gehörte zum System der österreichischen Festungswerke an der Grenze zu Italien.

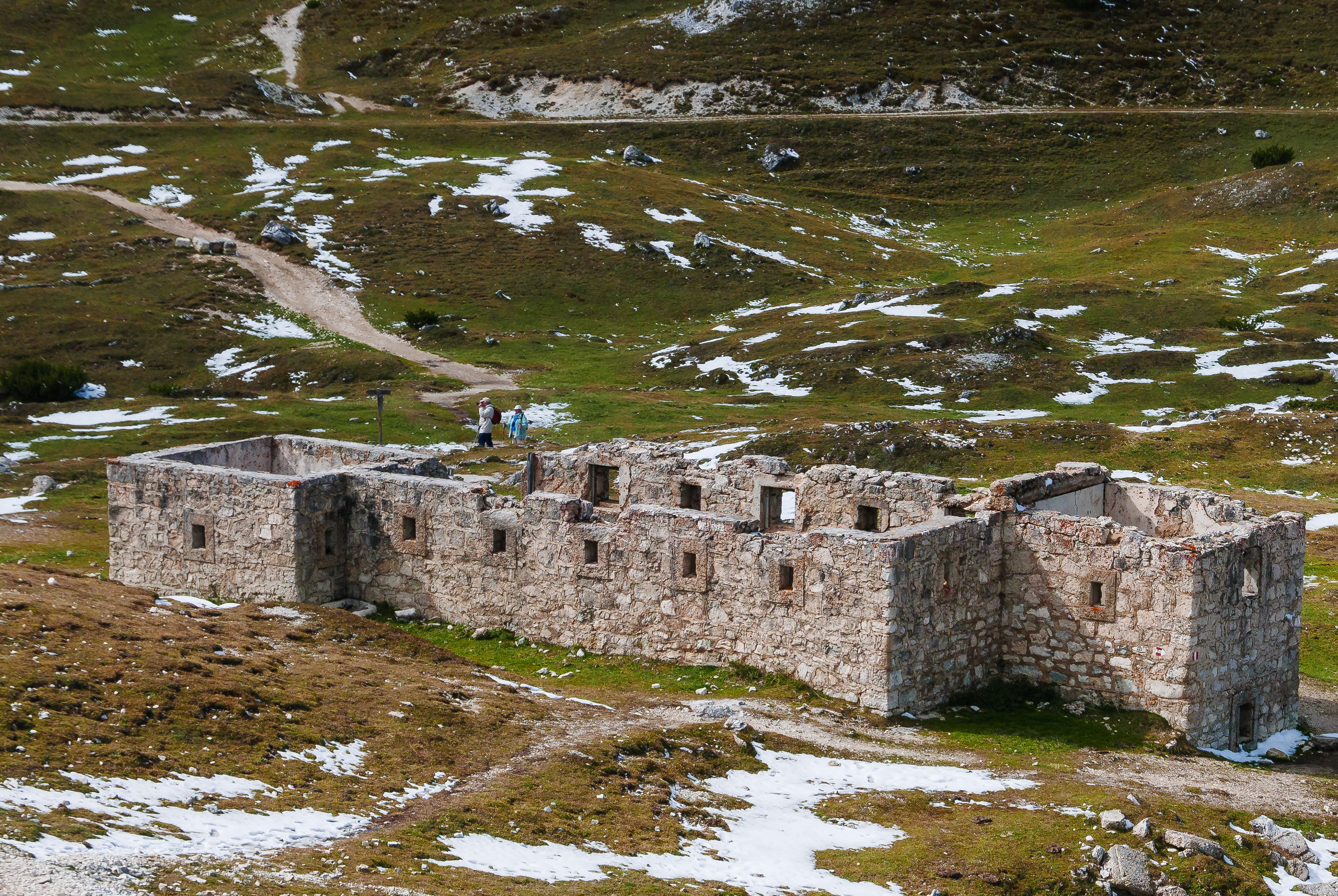
Plätzwiese, Ruine des Außenforts am Strudelkopfsattel nordöstlich des Sperrwerks

Erbaut 1889/94 war es beim Ausbruch des Ersten Weltkrieges bereits veraltet und erfüllte dennoch seinen Zweck. Nur oberflächlich informiert über den wahren Zustand der österreichischen Befestigungen war das italienische Oberkommando nicht in der Lage, die Situation richtig einzuschätzen und belegte das alte Gemäuer (und nicht nur dieses) aus dem Valle Campedelle mit Granaten schwerer Artillerie. Da die Geschütze bereits ausgebaut und in Feldstellungen untergebracht waren, wurde ein nur äußerst mäßiges Ergebnis erzielt – zwei gleich zu Anfang durchgeschlagene 30,5 cm Granaten hatten das Werk kampfunfähig gemacht, was aber auf der italienischen Seite nicht bemerkt wurde.
Einsatzmäßig war das Werk bei Kriegsausbruch mit zwei 15 cm Panzermörsern und elf Maschinengewehren bewaffnet. Zur mobilen Verteidigung befanden sich außerhalb des eigentlichen Werkes zwei 9 cm Feldkanonen. Die Besatzung bestand aus einem Détachement des Landesschützenregiments Innichen Nr. III und Teilen des Festungsartilleriebataillons Nr. 1 (Wien).
In italienischer Zeit wurden von privater Hand einige Um- und Anbauten vorgenommen, die den Originalzustand nicht unerheblich verändert haben.
Heute befindet sich im Werk das Notstromaggregat der Dürrensteinhütte. In den Jahren 2011 und 2012 wurde das unter Denkmalschutz stehende Werk baulich gesichert.